# Ramnaparken

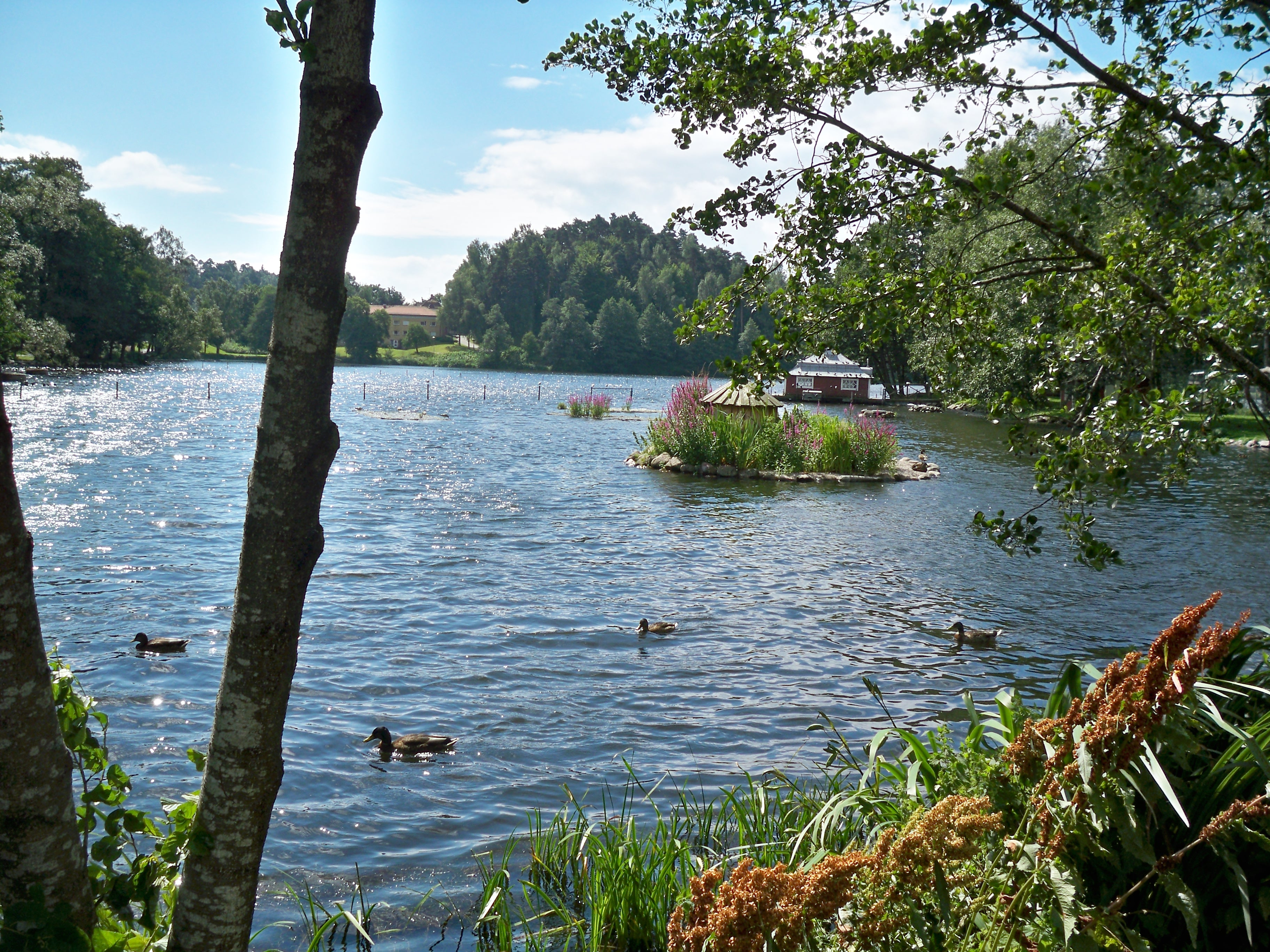
En del av Ramnasjöns fågelkoloni.

Ramnaparken är en av Borås största parker sedan början av 1900-talet. Den ligger väster om stadskärnan och består huvudsakligen av två sevärdheter, dels Ramnasjön med dess fågelkoloni och dels det omfattande kulturhistoriska friluftsmuseet Borås museum på en höjd ovanför sjön. Lekplatser och promenadstråk finns runt omgivande skogklädda bergsknallar med öppna platåer. IK Ymer har upprättat en 9-hålsbana för frisbeegolf i en del av parkens backiga skogsterräng.